# Nela Hasanbegović
Nela Hasanbegović (ur. w 1984 w Sarajewie) – bośniacka rzeźbiarka.

## Życiorys
Urodziła się w Sarajewie. Tu ukończyła szkołę podstawową, a we 2002 Wyższą Szkołę Sztuk Stosowanych na kierunku rzeźba. W 2007 ukończyła studia na Wydziale Rzeźby sarajewskiej Akademii Sztuk Pięknych, a w 2010 uzyskała magisterium. W 2012 rozpoczęła pracę na Wydziale Edukacji Artystycznej uniwersytetu. Rozpoczęła studia doktoranckie na Wydziale Sztuk Pięknych w Belgradzie oraz na interdyscyplinarnych studiach doktoranckich na Wydziale Nauk o Wychowaniu Uniwersytetu w Sarajewie. Od 2007 jest członkinią Stowarzyszenia Artystów Bośni i Hercegowiny, a od 2011 – Stowarzyszenia Kultury i Sztuki Crvena.

## Twórczość
Uczestniczyła w wielu wystawach zbiorowych i indywidualnych w Bośni i poza jej granicami. Jej dzieła są wystawianie w muzeach i prywatnych kolekcjach. Opublikowała wiele artykułów i brała udział w licznych sympozjach. W swoich dziełach posługuje się różnymi środkami od rzeźby i obiektów po instalacje, performance i wideo.

## Niektóre prace
- Between Light and Darkness (2010–2011)[4]
- Poles
- Under the Veil… (2010)
- Closed to Public (2011)

## Nagrody i wyróżnienia
- 2002 – Nagroda im. Vladimira Vojnovica, BiH
- 2005 – Wyróżnienie dla Najlepszego studenta wydziału rzeźby, Sarajewo, BiH

- 2006 – Wyróżnienie dla Najlepszego studenta wydziału rzeźby, Sarajewo, BiH

- 2006 – drugie miejsce w konkursie Woman body shape zorganizowanym przez Avon Cosmetics we współpracy z Akademią Sztuk Pięknych, Sarajewo, BiH.

- 2007 – Nagroda im. Kenana Solakovića za rzeźbę „Salon młodości (Salon mladih)”, Sarajewo, BiH
- 2008 – „PRYWATNE I PUBLICZNE (PRIVATNO I JAVNO)”, Široki Brijeg, BiH
- 2011 – Nagroda za rysunek eksperymentalny, Annale Rysunków, Mostar, BiH
- 2012 – Award for Contemporary Media „Collegium Artisticum 2012”, Sarajewo, BiH
- 2013 – Award for New Media, Collegium Artisticum 2013, Sarajevo, BiH